# 道後ビール

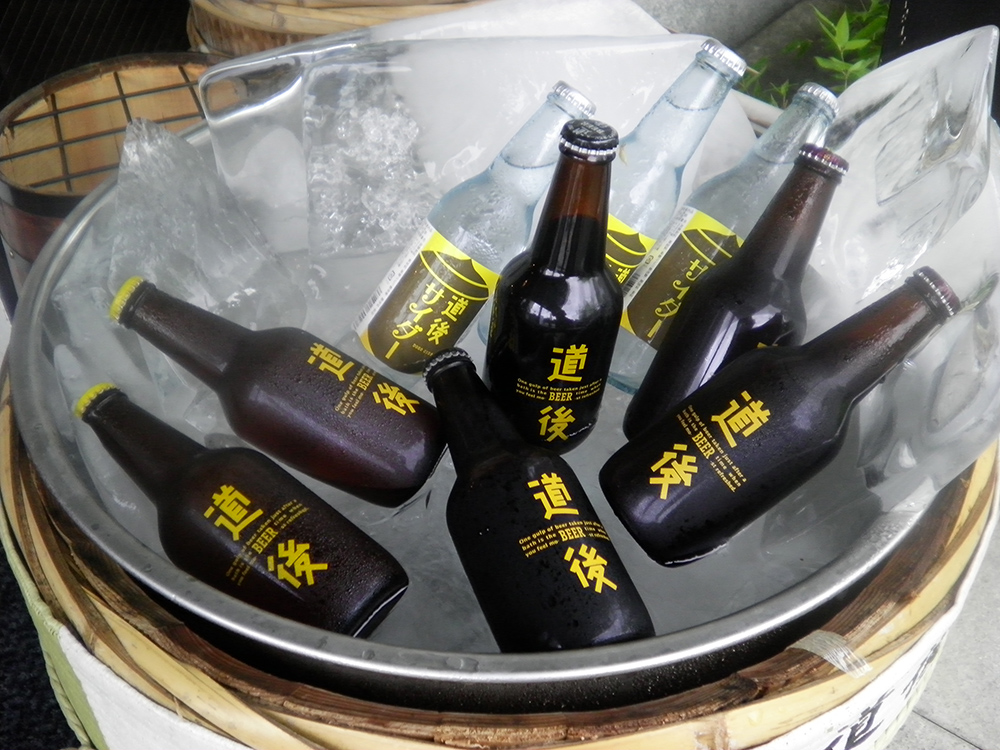
道後ビール

道後ビール（どうごビール）は、愛媛県松山市の水口酒造が製造、販売する地ビールのブランド名。
1996年6月にビール製造免許を取得し、同年8月に販売を開始した。同年11月にはブルワリー直営のビアレストラン道後麦酒館を道後温泉本館の隣にオープンさせる。
2016年に『猫も、オンダケ』（原作:和田ラヂヲ）がアニメ化された際には、コラボ商品（オリジナルラベルの道後ビール）が製造された。

## 主な製品
夏目漱石の小説『坊つちやん』に因んでいる。
道後ビール

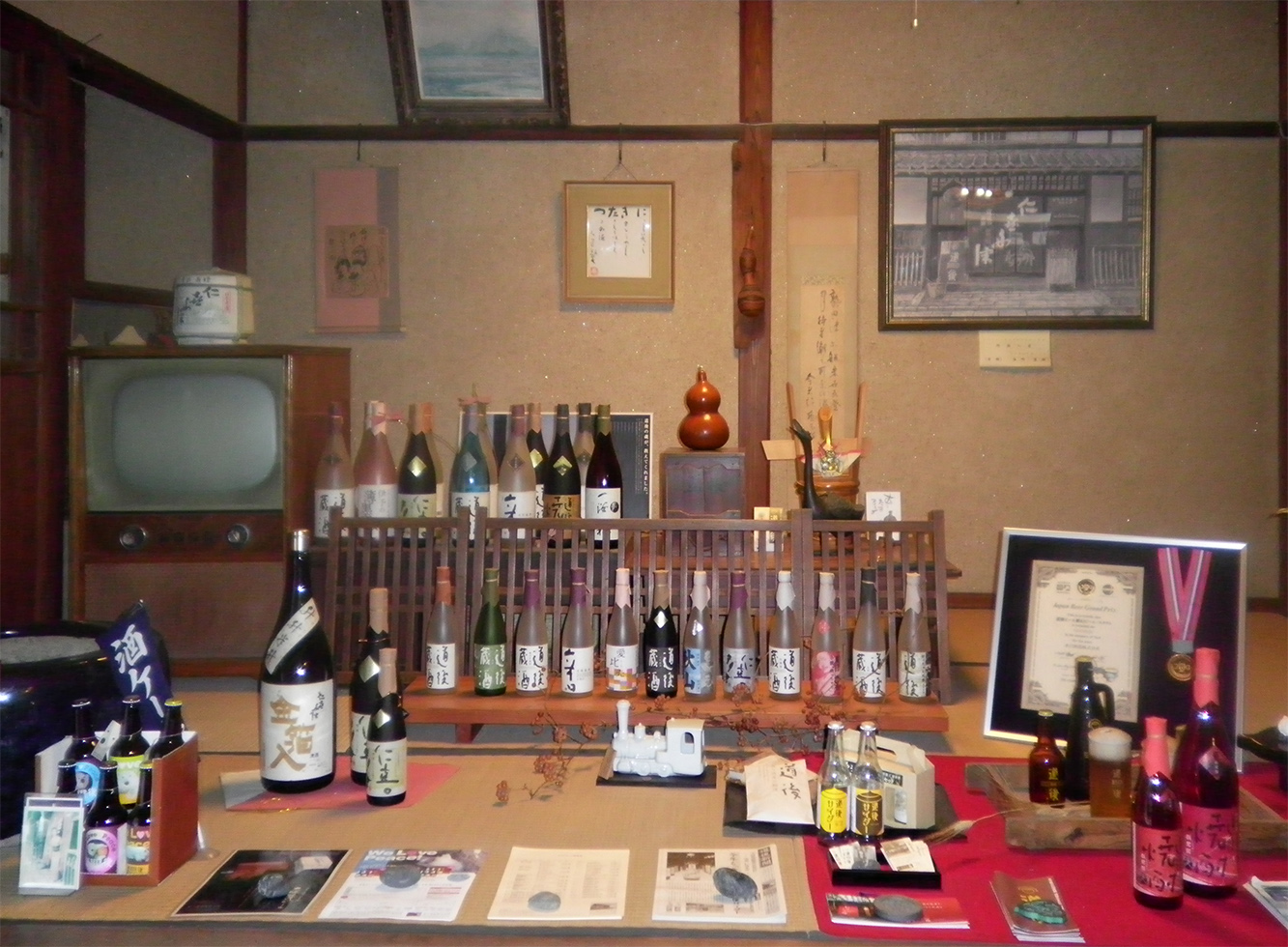
水口酒造内

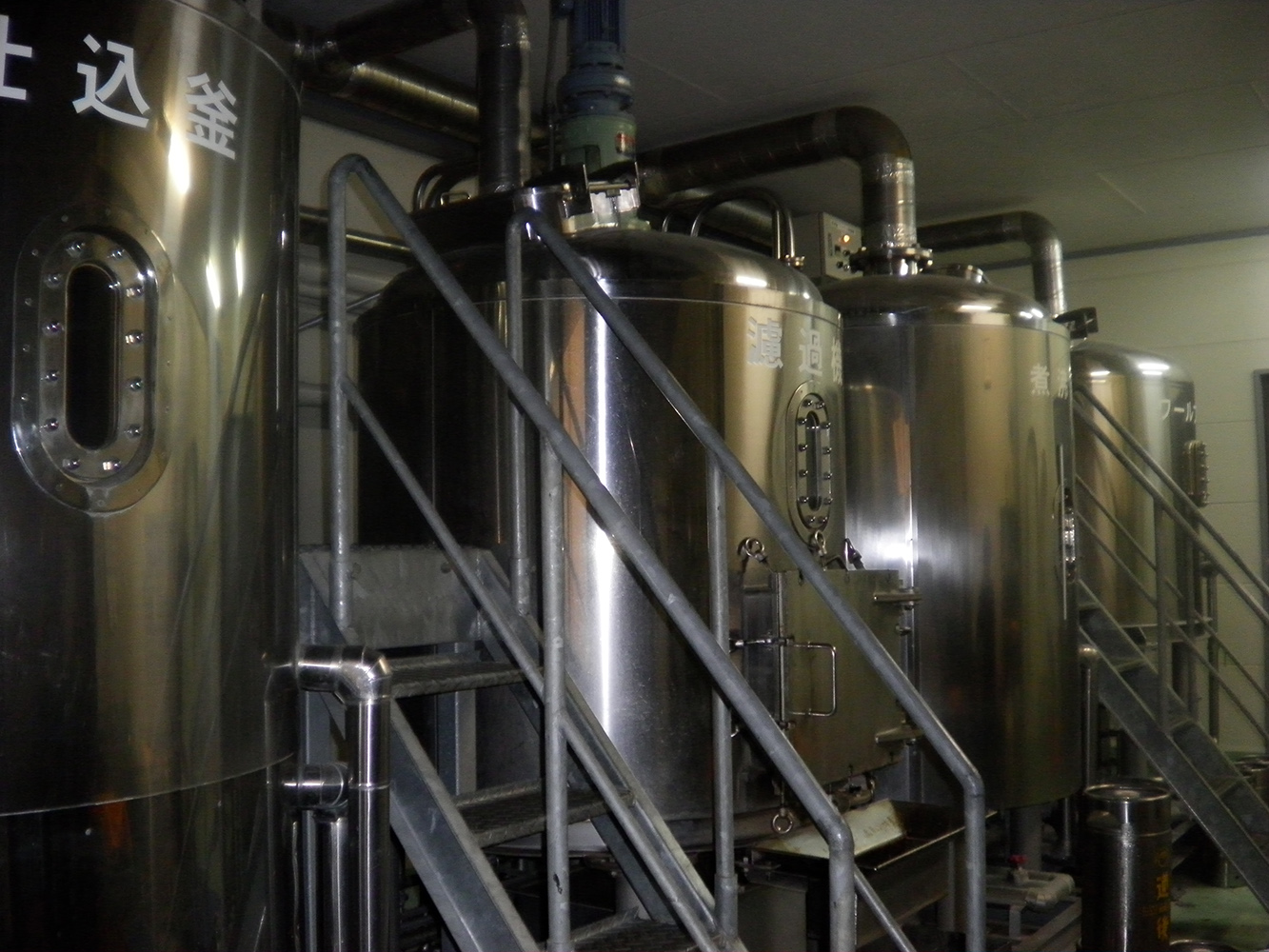
道後ビールの醸造

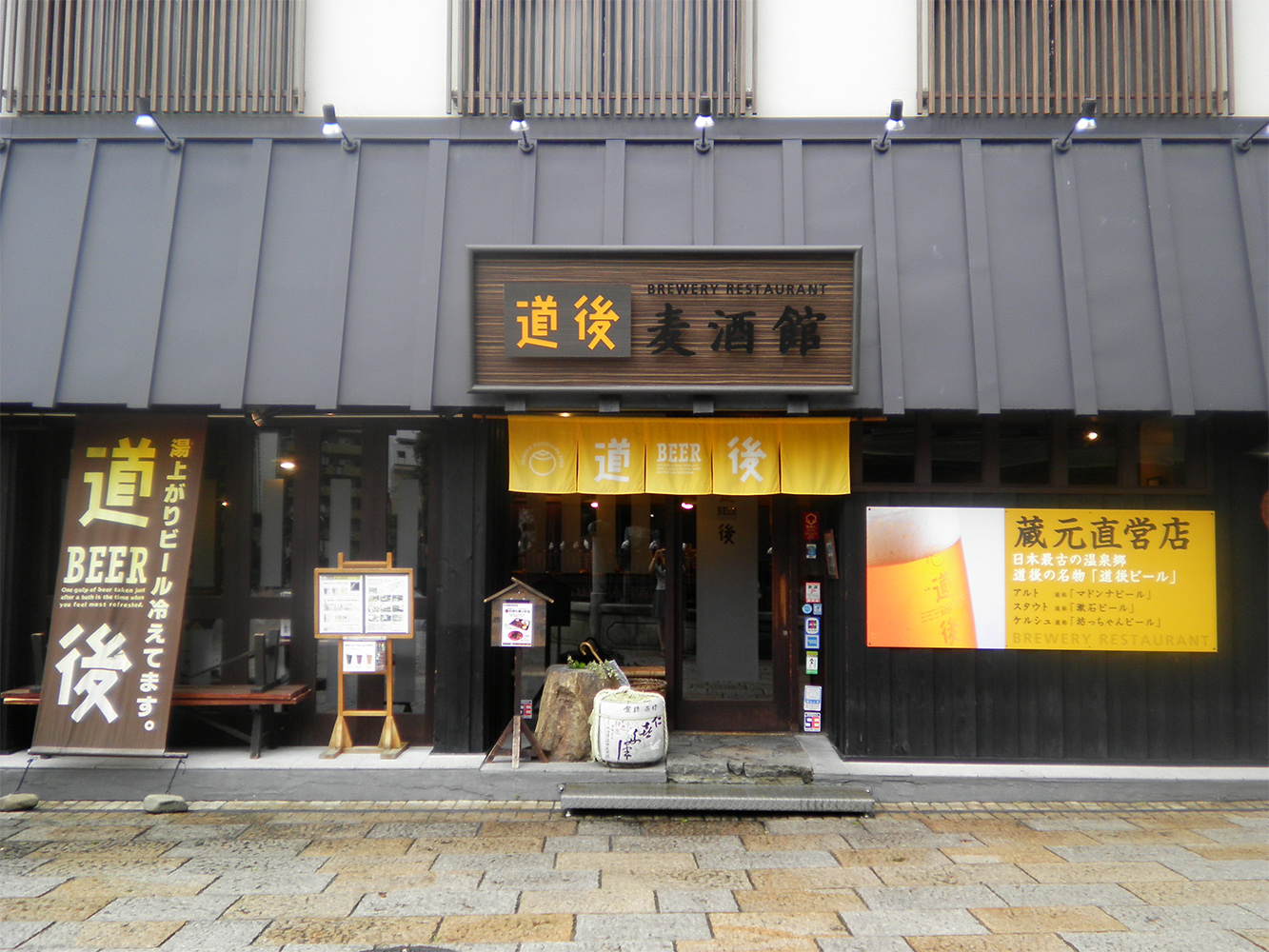
道後麦酒館

- ケルシュ風 - 通称「坊ちゃんビール」 2000年ジャパン・ビア・グランプリ銅賞
- アルト - 通称「マドンナビール」 2000年ジャパン・ビア・グランプリ銀賞
- スタウト - 通称「漱石ビール」 2000年ジャパン・ビア・グランプリ金賞
- ヴァイツェン - 通称「のぼさんビール」